# دايفيد بي جونز
دايفيد بي جونز (بالإنجليزية: David Percy Jones)‏ هو شخصية أعمال أمريكي، ولد في 6 يوليو 1860 في منيابولس في الولايات المتحدة، وتوفي بنفس المكان في 3 أغسطس 1927.